# Carlos Cruz Lima
Carlos Cruz Lima (Belém, 9 de novembro de 1902 – 26 de maio de 1988) foi um médico brasileiro.
Foi eleito membro da Academia Nacional de Medicina em 1945, da qual foi presidente de 1965 a 1967.